# Referendum consultivo in Lombardia del 2017
Il referendum consultivo in Lombardia del 2017 si è tenuto il 22 ottobre con l'obiettivo di sondare la volontà degli elettori in merito alla possibilità per la regione di avviare, secondo l'articolo 116, comma 3, della Costituzione, le iniziative istituzionali necessarie per richiedere allo Stato l'attribuzione di ulteriori forme e condizioni particolari di autonomia.
Il referendum, previsto dall'articolo 52 dello Statuto regionale e per la cui validità non era richiesto alcun quorum, era stato deliberato dal consiglio regionale e si è svolto con votazione elettronica.
Nello stesso giorno si è tenuto un analogo referendum consultivo autonomista in Veneto, oltre a sei referendum locali per la fusione di 17 comuni lombardi.

## Storia

### Precedenti tentativi di referendum per l'autonomia della Lombardia
Nel settembre 2000 il consiglio regionale lombardo approvò, analogamente alle regioni Piemonte e Veneto, una legge regionale contenente una "Proposta di indizione di referendum consultivo per il trasferimento delle funzioni statali in materia di sanità, istruzione, anche professionale, nonché di polizia locale, alla Regione". Il governo Amato II propose l'impugnativa costituzionale, ma il successivo governo Berlusconi II ritirò il ricorso. Peraltro, molte materie di competenza statale erano state attribuite alle regioni per effetto della riforma del Titolo V della Costituzione, confermata dal referendum costituzionale del 2001.
Peraltro il nuovo governo Berlusconi II portò nel 2005-2006 all'approvazione di un ulteriore progetto di revisione costituzionale, il quale prevedeva, oltre a molte altre riforme, anche il passaggio delle funzioni in materia di sanità, istruzione e polizia locale dallo Stato alle regioni. Allo scopo di far approvare tale riforma, le regioni Lombardia e Veneto furono promotrici del referendum costituzionale del 2006, mentre altre 14 regioni italiane chiesero anch'esse lo svolgimento del referendum confermativo, ma al fine di bocciare la proposta. Significativo fu l'esito del referendum del 25-26 giugno 2006: la proposta di modifica alla parte II della Costituzione venne bocciata dagli elettori a livello nazionale, ma Lombardia e Veneto furono le uniche due regioni in cui prevalse il sì alla riforma.

### Iniziativa consiliare del 2015
La proposta di indire un referendum sull'autonomia è stata approvata dall'assemblea del Consiglio regionale della Lombardia con la deliberazione 17 febbraio 2015, n. 638, a cui si è successivamente affiancata la legge regionale 23 febbraio 2015, n. 3, che – all'articolo 1, lettera d) – ha introdotto per i referendum consultivi la possibilità di ricorrere al voto elettronico.
Il 29 maggio 2017 il presidente Roberto Maroni, in occasione della festa della Lombardia celebrata a Cremona, ha fissato con decreto la data del referendum per domenica 22 ottobre 2017. La data della consultazione, concordata col presidente veneto Luca Zaia (nella cui regione si svolgerà un analogo referendum consultivo), era stata preannunciata a Bergamo dallo stesso Maroni il precedente 21 aprile.
Il 13 giugno 2017 il consiglio regionale ha approvato una mozione, concernente le competenze e le risorse oggetto del referendum, che allega una serie di passaggi istituzionali da intraprendere in caso di vittoria della risposta affermativa al quesito; la consultazione è stata infine formalmente indetta il successivo 24 luglio.

## Sistema di voto
Per la prima volta in Italia una consultazione si è tenuta integralmente col sistema del voto elettronico. A tal scopo la Regione acquistò dall'azienda olandese Smartmatic International Holding B.V. la fornitura di 24 000 tablet muniti di un'apposita applicazione per il voto elettronico, per un importo complessivo di 23 milioni di euro, inclusivi di assistenza nel giorno del voto e piattaforma del sistema informativo (Election Management System, EMS). La segretezza del voto è stata garantita dalla mancata registrazione del minuto di votazione. 
L'elettore ha votato elettronicamente selezionando sullo schermo solo una delle tre opzioni possibili: «sì», «no», «bianca» (non è prevista l'opzione «nulla»).
In alcune sezioni elettorali estratte a sorte, che rappresentano almeno il 5% degli elettori lombardi, alla votazione elettronica è stata affiancata la stampa del voto su carta.. "Nelle sezioni sorteggiate l’apparecchio per il voto elettronico è dotato di un meccanismo per la stampa su carta del voto espresso elettronicamente, nonché di un’urna nella quale le schede cartacee sono depositate automaticamente al momento della conclusione di ogni singola operazione di voto.
Gli elettori portatori di handicap, fisicamente impediti ad esercitare materialmente e autonomamente il diritto di voto, hanno avuto diritto al voto assistito, cioè hanno potuto recarsi in cabina a votare con l’assistenza di un accompagnatore il quale poteva essere un familiare o un’altra persona liberamente scelta.
L’accompagnatore prescelto doveva essere iscritto nelle liste elettorali di un qualsiasi comune della Repubblica ed era vincolato a esercitare tale funzione una sola volta.
Dopo il voto, la Regione Lombardia ha lasciato i tablet in comodato d'uso alle scuole, comunque pronti ad essere riutilizzati per i futuri referendum sulla fusione di comuni.

## Sondaggi prima del voto
| Data            | Realizzatore | Committente | Sì             | No        | Scarto | Indecisi/ non rispondono | Affluenza stimata |        |       |       |       |       |       |
| --------------- | ------------ | ----------- | -------------- | --------- | ------ | ------------------------ | ----------------- | ------ | ----- | ----- | ----- | ----- | ----- |
| Data            | Realizzatore | Committente | 10 luglio 2017 | EMG Acqua | Scarto | Indecisi/ non rispondono | Affluenza stimata | TG La7 | 74,2% | 25,8% | 48,4% | 40,7% | 48,1% |
| 4-9 agosto 2017 | Winpoll Srls | Libero      | 94%            | 6%        | 88%    | 14%                      | 49% - 56%         |        |       |       |       |       |       |

## Il quesito

### Oggetto del referendum
L'articolo 116, terzo comma, della Costituzione prevede che le regioni a statuto ordinario possano richiedere – su propria iniziativa e con successiva legge statale approvata a maggioranza assoluta da entrambe le Camere – ulteriori forme e condizioni particolari di autonomia nell'ambito dell'organizzazione della giustizia di pace, delle norme generali sull'istruzione e della tutela dell'ambiente, dell'ecosistema e dei beni culturali, nonché delle materie di competenza concorrente.
Il quesito referendario lombardo precisa che l'ampliamento dell'autonomia regionale su cui si intende interrogare gli elettori è riferito ad ogni materia legislativa per cui il procedimento sia ammesso ai sensi e per gli effetti di cui all'art. 116, terzo comma, della Costituzione.

### Scheda
Scheda: consultazione effettuata tramite voto elettronico, con sfondo della schermata di colore bianco

Motto: Referendum per l'Autonomia

## Posizioni
Il principale dibattito politico non riguarda il merito del quesito in sé, dal momento che la quasi totalità delle forze politiche e sociali ritengono che la richiesta di maggiore autonomia regionale sia necessaria per rispondere alle esigenze della società, ma è incentrato sull'opportunità di svolgere il referendum, sulla sua efficacia e sui costi.
Alcuni esponenti politici ed opinionisti hanno espresso l'opinione che il referendum sia inutile, dal momento che da un punto di vista meramente formale l'art. 116 della Costituzione non richiede espressamente l'indizione di una consultazione del corpo elettorale per poter avanzare al Parlamento la proposta di maggiore autonomia regionale; a tal proposito, è stato citato l'esempio del presidente regionale dell'Emilia-Romagna che, pur "rispettando la decisione di Veneto e Lombardia di fare un referendum pienamente legittimo", ha annunciato che avvierà un diverso percorso di consultazione di imprese, sindacati, territori e associazioni.
I promotori del referendum invece hanno evidenziato che, in base allo statuto regionale, "La Regione promuove la partecipazione dei cittadini [...] per la formazione delle politiche e per l'esercizio delle funzioni legislative e amministrative". Inoltre, secondo loro, il risultato del referendum avrà un grande valore politico quando sarà presentata al Parlamento e al governo la richiesta di maggiore autonomia.
Gli elenchi che seguono rappresentano i soggetti individuati dal Comitato regionale per le comunicazioni della Lombardia, in conformità con le disposizioni dell'Autorità per le garanzie nelle comunicazioni. Tra questi non figura alcun comitato promotore del referendum, essendo stato promosso dalle istituzioni regionali lombarde che, in quanto enti pubblici, non possono svolgere propaganda elettorale.

### Forze politiche in consiglio regionale
Nella tabella seguente sono elencate le posizioni espresse dalle forze politiche che costituiscono un gruppo autonomo nel Consiglio regionale della Lombardia.
| Gruppo                                                         | Indicazione di voto | Fonte  | Note |
| -------------------------------------------------------------- | ------------------- | ------ | --- |
| con Ambrosoli Presidente - Patto Civico                        | Indeciso            | [ 39 ] | Contrarietà all'indizione del referendum, non chiaro se voto contrario o astensione.                                   |
| Fratelli d'Italia - Alleanza Nazionale                         | Sì                  | [ 40 ] | |
| Forza Italia - Il Popolo della Libertà - Berlusconi Presidente | Sì                  | [ 41 ] | |
| Gruppo misto                                                   | Sì                  | [ 42 ] | Gruppo costituito dalla sola consigliera Maria Teresa Baldini.                                                         |
| Insieme per la Lombardia                                       | Indeciso            | [ 43 ] | Contrarietà all'indizione del referendum, non chiaro se voto contrario o astensione.                                   |
| Lombardia Popolare                                             | Sì                  | [ 44 ] | |
| Lega Lombarda - Lega Nord - Padania                            | Sì                  | [ 45 ] | |
| Maroni Presidente - Lombardia in Testa                         | Sì                  | [ 46 ] | |
| Movimento 5 Stelle                                             | Sì                  | [ 47 ] | |
| Partito Democratico della Lombardia                            | Indeciso            | [ 48 ] | Contrarietà all'indizione del referendum ma non all'oggetto del quesito, indecisione tra voto favorevole e astensione. |
| Partito Pensionati - Pensionati Lombardia                      | Sì                  | [ 49 ] | |

### Forze politiche al parlamento europeo o nazionale
Nella tabella seguente sono elencate le posizioni espresse dalle forze politiche che costituiscono un gruppo autonomo al Parlamento europeo, alla Camera dei deputati o al Senato della Repubblica.
| Partito                                                 | Indicazione di voto | Fonte                |
| ------------------------------------------------------- | ------------------- | -------------------- |
| Articolo 1 – Movimento Democratico e Progressista       | Astensione          | [ 51 ]               |
| IDeA – Popolo e Libertà                                 | Sì                  | [ 52 ]               |
| Partito della Rifondazione Comunista – Sinistra Europea | Astensione          | [ 53 ]               |
| Partito Socialista Italiano                             | Astensione          | [ 54 ]               |
| Sinistra Italiana – Possibile                           | Astensione          | [ 55 ] [ 56 ] [ 57 ] |

### Comitati, movimenti, associazioni e altri organismi collettivi
Gli altri soggetti politici individuati dal Corecom Lombardia sono i seguenti.
| Soggetto politico                                                             | Indicazione di voto | Fonte  |
| ----------------------------------------------------------------------------- | ------------------- | ------ |
| Grande Nord                                                                   | Sì                  | [ 58 ] |
| Comitato vota SÌ al referendum del 22 ottobre per l'autonomia della Lombardia | Sì                  | [ 50 ] |
| Comitato del sì al referendum per l'autonomia della Lombardia                 | Sì                  | [ 52 ] |

## Risultati
Gli elettori chiamati al voto in Lombardia sono stati 7 897 056, suddivisi in 9 224 sezioni elettorali di 1 523 comuni.
I seggi elettorali sono aperti dalle ore 7:00 alle 23:00 nella sola giornata di domenica 22 ottobre 2017.

### Rilevazioni dell'affluenza
| Affluenza       | ore 12:00 | ore 19:00 | ore 23:00 |
| --------------- | --------- | --------- | --------- |
| Lombardia       | 11,09%    | 31,70%    | 38,26%    |
| Bergamo         | 14,87%    | 39,75%    | 47,37%    |
| Brescia         | 12,83%    | 36,87%    | 44,14%    |
| Como            | 11,84%    | 34,69%    | 41,64%    |
| Cremona         | 11,98%    | 33,35%    | 39,90%    |
| Lecco           | 13,75%    | 37,50%    | 44,78%    |
| Lodi            | 11,93%    | 32,53     | 39,39%    |
| Mantova         | 10,80%    | 29,64%    | 35,87%    |
| Milano          | 8,64%     | 25,78%    | 31,23%    |
| Monza e Brianza | 10,92%    | 32,73%    | 39,52%    |
| Pavia           | 10,23%    | 27,71%    | 33,55%    |
| Sondrio         | 11,72%    | 34,41%    | 42,31%    |
| Varese          | 11,14%    | 33,03%    | 39,47%    |

Fonte: Regione Lombardia

### Dettagli dello scrutino
| Risultati        | Preferenze | Percentuale su voti validi | Percentuale su votanti | Percentuale su elettori |
| ---------------- | ---------- | -------------------------- | ---------------------- | ----------------------- |
| Sì               | 2 875 438  | 96,02%                     | 95,29%                 | 36,41%                  |
| No               | 119 051    | 3,98%                      | 3,95%                  | 1,51%                   |
| Schede bianche   | 23 218     | –                          | 0,77%                  | 0,29%                   |
| Totale votanti   | 3 017 707  | –                          | 100,00%                | 38,21%                  |
| Corpo elettorale | 7 897 056  | –                          | –                      | 100,00%                 |

Fonte:  Regione Lombardia: 22 ottobre 2017 Referendum per l'autonomia, su referendum.regione.lombardia.it. URL consultato il 25 ottobre 2017.

#### Risultati per provincia o città metropolitana
| Provincia       | SI     | No    | Scheda Bianca |
| --------------- | ------ | ----- | ------------- |
| Bergamo         | 96,30% | 3,00% | 0,70%         |
| Brescia         | 96,53% | 2,84% | 0,63%         |
| Como            | 95,61% | 3,60% | 0,79%         |
| Cremona         | 95,61% | 3,56% | 0,83%         |
| Lecco           | 95,85% | 3,41% | 0,73%         |
| Lodi            | 95,26% | 3,96% | 0,78%         |
| Mantova         | 95,21% | 4,03% | 0,76%         |
| Milano          | 93,67% | 5,47% | 0,86%         |
| Monza e Brianza | 95,22% | 4,01% | 0,77%         |
| Pavia           | 94,83% | 4,24% | 0,92%         |
| Sondrio         | 97,56% | 1,84% | 0,60%         |
| Varese          | 95,55% | 3,69% | 0,76%         |

Fonte: Regione Lombardia

## Conseguenze del voto
Il 7 novembre 2017 l'aula del Consiglio regionale ha approvato a larghissima maggioranza la risoluzione sull'autonomia, con la quale conferisce a Maroni il mandato a trattare con lo Stato l'attribuzione alla Lombardia delle competenze di cui all'articolo 116, comma 3, della Costituzione e delle relative risorse finanziarie.
Il 28 febbraio 2018, al termine di tre mesi di negoziati, il presidente Roberto Maroni (insieme ai presidenti Luca Zaia e Stefano Bonaccini, suoi omologhi di Veneto ed Emilia-Romagna) ha firmato col sottosegretario Gianclaudio Bressa un accordo preliminare in merito all'intesa prevista dall'articolo 116, comma 3, della Costituzione.
Il successivo 15 maggio, all'avvio dell'XI legislatura regionale, il nuovo Consiglio ha approvato all'unanimità un ordine del giorno per riprendere in tempi brevi la trattativa col governo nazionale ed estenderla a tutte le 23 materie costituzionalmente previste.
Il Parlamento ha poi approvato la legge 26 giugno 2024, n. 86 concernente le "Disposizioni per l'attuazione dell'autonomia differenziata delle Regioni a statuto ordinario ai sensi dell'articolo 116, terzo comma, della Costituzione", definendo le modalità per le intese tra lo Stato e le Regioni a statuto ordinario e stabilendo che per alcune materie lo Stato e le Regioni devono garantire "Livelli essenziali di prestazione" (LEP), ovvero standard minimi su tutto il territorio nazionale.

## Altri referendum svoltisi lo stesso giorno in Lombardia
Contemporaneamente al referendum regionale, si sono svolti a livello locale altri 6 referendum (anch'essi svolti con la modalità del voto elettronico) volti alla fusione di 17 comuni della Lombardia:
- Albiolo, Rodero e Valmorea (provincia di Como), con esito negativo;[65]
- Carate Urio, Cernobbio e Moltrasio  (provincia di Como), con esito negativo;[66]
- Casasco d'Intelvi, Castiglione d'Intelvi e San Fedele Intelvi  (provincia di Como), che si sono fusi nel nuovo comune di Centro Valle Intelvi;[66]
- Cavacurta e Camairago (provincia di Lodi), che si sono fusi nel comune di Castelgerundo;[67]
- Introzzo, Tremenico e Vestreno (provincia di Lecco), che si sono fusi nel nuovo comune di Valvarrone;[68]
- Pieve di Coriano, Revere e Villa Poma (provincia di Mantova), che si sono fusi nel nuovo comune di Borgo Mantovano.[69]

### Annotazioni
1. 1 2  Dati ripercentualizzati computando solo tra chi voterà sì o no (il 59,3% del campione).
2. 1 2  Dati ripercentualizzati computando solo tra chi andrà sicuramente a votare (il 49% del campione di 900 intervistati).
3. ↑  Somma di chi ha risposto "Probabilmente sì" e "Sicuramente sì" alla domanda "Lei andrà a votare al referendum?"

### Fonti
1. ↑   Il referendum consultivo sull’autonomia della Lombardia, su Regione Lombardia. URL consultato il 1º giugno 2017.
2. ↑   Chi può votare, quando e come si vota, su Regione Lombardia. URL consultato il 30 maggio 2017.
3. ↑   Maroni: referendum con il Veneto «Voto elettronico in ottobre», in Corriere del Veneto, 8 marzo 2017. URL consultato il 1º giugno 2017.
4. ↑   Referendum autonomia in Lombardia, a Milano affluenza finale al 31,31%, in Il Giorno, 22 ottobre 2017.
5. ↑   Sofia Mannozzi, La lezione del referendum costituzionale del 2006 (Novembre 2007), Istituto di Studi sui Sistemi Regionali Federali e sulle Autonomie "Massimo Severo Giannini". URL consultato il 13 ottobre 2017 (archiviato dall'url originale il 13 ottobre 2017).
6. ↑   Deliberazione del Consiglio regionale del 15 settembre 2000, n. VII/25, in Bollettino ufficiale della Regione Lombardia, n. 40, 2 ottobre 2000.
7. ↑   Corte Costituzionale, Ordinanza n. 444 del 19-28 dicembre 2001, in Gazzetta Ufficiale - 1ª Serie Speciale - Corte Costituzionale n.1, 2 gennaio 2002.
8. ↑  Abruzzo, Basilicata, Calabria, Campania, Emilia-Romagna, Friuli Venezia Giulia, Lazio, Liguria, Marche, Puglia, Sardegna (capofila), Toscana, Umbria, Valle d’Aosta
9. ↑   Sofia Mannozzi, La riforma della seconda parte della Costituzione: l'ultima fase del processo legislativo e il referendum costituzionale, in Istituto di Studi sui Sistemi Regionali Federali e sulle Autonomie "Massimo Severo Giannini" - Consiglio Nazionale delle Ricerche (a cura di), Quarto Rapporto annuale sullo stato del regionalismo in Italia (2007), Milano, Giuffrè Editore, 2007,  pp. 24-24, ISBN 978-88-14-13554-5.
10. ↑   Ministero dell'Interno, Referendum del 25 giugno 2006, in Archivio storico delle elezioni.
11. ↑   D.P.G.R. n. 683 del 2017 (PDF), su Regione Lombardia. URL consultato il 26 giugno 2017.
12. ↑   Maroni firma il decreto, il referendum sull'autonomia della Lombardia si farà il 22 ottobre, su ADN Kronos, 29 maggio 2017. URL consultato il 30 maggio 2017.
13. ↑   Referendum su autonomia, Lombardia e Veneto al voto il 22 ottobre, su ADN Kronos, 21 aprile 2017. URL consultato il 1º giugno 2017.
14. ↑   Mozione n. 849 del 2017 (PDF), su Regione Lombardia. URL consultato il 26 giugno 2017.
15. ↑   D.P.G.R. n. 745 del 2017, su Regione Lombardia. URL consultato il 27 luglio 2017. (PDF)
16. ↑   LOMBARDIA.  REFERENDUM/3 IL SISTEMA DI VOTO ELETTRONICO – SCHEDA (PDF), in Lombardia notizie, 28 luglio 2017,  p. 9.
17. ↑   Pino Bruno, Voto elettronico in Lombardia, esperienza inedita in Italia, in Tom's Hardware. URL consultato il 16 settembre 2017 (archiviato dall'url originale il 16 settembre 2017).
18. ↑   Referendum, Maroni: firmato contratto per fornitura tablet, resteranno alle scuole, su Regione Lombardia, 26 luglio 2017. URL consultato il 29 luglio 2017.
19. ↑   Andrea Montanari, Referendum autonomia, Maroni acquista 24mila tablet per il voto elettronico: spesa complessiva 23 milioni, in Repubblica, 26 luglio 2017. URL consultato il 15 settembre 2017.
20. ↑   Il sistema di voto elettronico - scheda [collegamento interrotto], su Regione Lombardia. URL consultato il 29 luglio 2017. (PDF)
21. ↑   Istruzioni per gli uffici elettorali di sezione, pagina 87 (articolo 26-bis, comma 5, della legge regionale 28 aprile 1983, n. 84), in Regione Lombardia.
22. ↑   Le FAQ sul referendum, su Regione Lombardia. URL consultato il 15 ottobre 2017.
23. ↑   Referendum Lombardia, incognita affluenza: "Tablet a prova di hacker, ma dato finale solo dopo l'una", su Repubblica.it, 15 ottobre 2017. URL consultato il 15 ottobre 2017.
24. ↑   Regione, 18mila tablet usati per referendum autonomia consegnati a scuole, su Milano Post, 19 aprile 2018. URL consultato il 19 aprile 2018.
25. ↑   Sondaggi elettorali EMG: al referendum lombardo per l'autonomia il sì in vantaggio, ma pochi sono informati, su termometropolitico.it, 10 luglio 2017. URL consultato il 4 settembre 2017.
26. ↑   Gestione Domande e Risposte Sondaggio, su sondaggipoliticoelettorali.it. URL consultato il 4 settembre 2017.
27. ↑   Dispositivo dell'art. 116 Costituzione, su brocardi.it. URL consultato il 17 settembre 2017.
28. 1 2   Il quesito referendario, su Regione Lombardia. URL consultato il 25 settembre 2017.
29. ↑  Dispositivo n. 2 del D.P.G.R. 24 luglio 2017, n. 745.
30. ↑   Oriano Giovanelli, Cosa vorrebbe dire votare Sì al referendum di ottobre promosso da Veneto e Lombardia, in Huffington Post, 20 luglio 2017. URL consultato il 21 settembre 2017 (archiviato dall'url originale il 23 settembre 2017).
31. ↑   Ciclone Renzi su vaccini e campagna referendaria, in Il Mattino di Padova, 7 settembre 2017.
32. ↑   Paolo Balduzzi, Autonomia Lombardia e Veneto, due referendum identici e inutili, 15 luglio 2017.
33. 1 2   Autonomia regionale, l'Emilia-Romagna fa rete: "Avanti insieme", su Regione Emilia-Romagna, 3 agosto 2017. URL consultato il 21 settembre 2017 (archiviato dall'url originale il 18 settembre 2017).
34. ↑   "Niente referendum, costerebbe 25 milioni": il Pd stoppa il M5s sull'autonomia dell'Emilia-Romagna, in Repubblica, 26 luglio 2017.
35. ↑   Alessandro Franzi, Referendum per l’autonomia in Lombardia e Veneto: tutto quello che volevate sapere (e non avete mai osato chiedere), in Linkiesta, 5 luglio 2017.
36. ↑   Referendum regionale consultivo del 22 ottobre 2017, su Corecom Lombardia, 30 luglio 2017. URL consultato il 5 settembre 2017 (archiviato dall'url originale il 5 settembre 2017).
37. ↑   Delibera AGCOM n.89/2014 (PDF), AGCOM, 24 febbraio 2014. URL consultato il 5 settembre 2017 (archiviato dall'url originale il 5 settembre 2017).
38. ↑   Gruppi consiliari, su Consiglio regionale della Lombardia. URL consultato il 5 settembre 2017 (archiviato dall'url originale il 26 aprile 2013).
39. ↑   Referendum autonomia, Bruni: "È un imbroglio per i lombardi", in Bergamonews, 28 luglio 2017. URL consultato il 4 settembre 2017.
40. ↑   FdI: il referendum sull'autonomia lombarda è una vittoria della destra, in Secolo d'Italia, 21 aprile 2017. URL consultato il 4 ottobre 2017.
41. ↑   Bergamo, Forza Italia chiama i militanti a raccolta, in BergamoSera, 31 agosto 2017. URL consultato il 3 settembre 2017 (archiviato dall'url originale il 4 settembre 2017).
42. ↑   Referendum: foto c.destra al Pirellone, in ANSA.it, 25 settembre 2017. URL consultato il 4 ottobre 2017.
43. ↑   Il Referendum resta un inutile spreco. Ora vogliamo vederci chiaro, su La Sinistra in Regione Lombardia, 29 giugno 2017. URL consultato il 4 settembre 2017 (archiviato dall'url originale il 4 settembre 2017).
44. ↑   Lombardia autonoma, a Lecco il comitato: "Ce la meritiamo, siamo una Regione virtuosa", in LeccoNews.LC, 6 giugno 2017. URL consultato il 3 settembre 2017.
45. ↑   Referendum per l'autonomia: Rebecca Frassini (Lega Nord) replica a Piloni (Pd), in CremaOggi, 19 luglio 2017. URL consultato il 3 settembre 2017.
46. ↑   Alessandro Franzi, Lombardia verso il referendum: «Possiamo fare meglio di Roma», in Linkiesta.it, 10 agosto 2017. URL consultato il 4 settembre 2017.
47. ↑   Andrea Filisetti, Referendum, Violi M5S: «L’autonomia è una nostra proposta», in MyValley.it, 31 agosto 2017. URL consultato il 3 settembre 2017.
48. ↑   Referendum e federalismo differenziato. L'impegno del PD, su Partito Democratico Lombardia, 25 luglio 2017. URL consultato il 3 settembre 2017.
49. ↑   Referendum autonomia regionale: sì del Partito Pensionati, su Gruppo Consiliare Partito Pensionati - Pensionati Lombardia, 17 febbraio 2015. URL consultato il 3 settembre 2017 (archiviato dall'url originale il 4 settembre 2017).
50. 1 2 3   Corecom Lombardia, Deliberazione n. 40/2017 (PDF), 30 agosto 2017. URL consultato il 5 settembre 2017 (archiviato dall'url originale il 5 settembre 2017).
51. ↑   Lombardia, Mdp: boicottare il referendum, è una farsa, askanews, 9 ottobre 2017. URL consultato l'11 ottobre 2017.
52. 1 2   Camilla Cecchini, Referendum autonomia: Lombardia, costituito Comitato per il sì di IDEA, su IDeA - Popolo e Libertà, 8 agosto 2017. URL consultato il 5 settembre 2017.
53. ↑   Mozione approvata a larga maggioranza dal CPR del 23 luglio sul tema del referendum sull’autonomia lombarda, su RIFONDAZIONE COMUNISTA / Sinistra Europea LOMBARDIA, 23 luglio 2017. URL consultato il 5 settembre 2017.
54. ↑   Referendum autonomia: Nencini, inutile, ANSA, 29 settembre 2017. URL consultato il 29 settembre 2017 (archiviato il 29 settembre 2017).
55. ↑   La Lombardia e il Veneto di fronte a un referendum sbagliato, su possibile.com, Possibile, 29 settembre 2017. URL consultato il 18 ottobre 2017 (archiviato il 29 settembre 2017).
56. ↑   Referendum autonomista? No grazie è farsa leghista, su sinistraitaliana.si, Sinistra Italiana, 3 ottobre 2017. URL consultato il 18 ottobre 2017 (archiviato il 18 ottobre 2017).
57. ↑   Referendum. Appello all'astensione, in Il Cittadino, Lodi, 18 ottobre 2017,  p. 27.
58. ↑   Grande Nord sostiene il SI al referendum Veneto e lombardo per l'autonomia, su YouTube, Venix Radio, 28 luglio 2017. URL consultato il 5 settembre 2017.
59. ↑   Regione Lombardia, Affluenza ai seggi, su referendum.regione.lombardia.it. URL consultato il 22 ottobre 2017.
60. ↑   referendum.regione.lombardia.it,  https://www.referendum.regione.lombardia.it/#/coc/100000.
61. ↑   Simona Ravizza, Autonomia, approvata a larghissima maggioranza la risoluzione Maroni, in Corriere.it, 7 novembre 2017. URL consultato il 7 novembre 2017.
62. ↑  Autonomia, firmato l'accordo tra Governo e tre regioni
63. ↑   Autonomia: Consiglio approva all’unanimità ordine del giorno, su lombardiaquotidiano.com. URL consultato il 16 maggio 2018 (archiviato dall'url originale il 17 maggio 2018).
64. ↑  Legge 26 giugno 2024, n. 87, in materia di "Disposizioni per l'attuazione dell'autonomia differenziata delle Regioni a statuto ordinario ai sensi dell'articolo 116, terzo comma, della Costituzione"
65. ↑   Fusione: nulla di fatto, ad Albiolo vince il no., in Il giornale di Como, 23 ottobre 2017.
66. 1 2   Fusione tra comuni: Cernobbio, Moltrasio e Carate dicono no, in Qui.Como, 23 ottobre 2017.
67. ↑   Comune di Camairago, su comune.camairago.lo.it. URL consultato il 24 ottobre 2017 (archiviato dall'url originale il 24 ottobre 2017).
68. ↑   Introzzo, Vestreno e Tremenico: ‘Si’ dei cittadini alla fusione, in Lecco notizie. URL consultato il 24 ottobre 2017 (archiviato dall'url originale il 23 ottobre 2017).
69. ↑   Francesco Romani e Giorgio Pinotti, Referendum fusione: passa il sì, nascerà Borgo Mantovano, in Gazzetta di Mantova, 24 ottobre 2017.